# 西洋蜥蜴属
西洋蜥蜴属（学名：Atlantolacerta）是正蜥科下的一个属。

## 下属物种
本属包括以下物种：
- 西洋蜥蜴 Atlantolacerta andreanskyi (Werner, 1929)